# يا فتاة، توقفي عن الاعتذار (كتاب)
يا فتاة: توقفي عن الاعتذار أو أيتها الفتاة توقفي عن الاعتذار (بالإنجليزية: Girl, Stop Apologizing)‏ هي عبارة عن خطة خالية من الإهانة لأحتضان وتحقيق أهدافك. وهو كتاب للمساعدة الذاتية بقلم راشيل هوليس. يتبع الكتاب مسار الفتاة الأكثر مبيعًا لعام 2018 «نظِف وجهك». وكان الكتاب من أكثر الكتب مبيعًا من قبل: نيويورك تايمز وبابليشرز ويكلي.
وحصل الكتاب على 31 ألف و267 صوتًا.